# Sułów-Gajówka
Sułów-Gajówka – osada leśna w Polsce, położona w województwie mazowieckim, w powiecie łosickim, w gminie Sarnaki.
W latach 1975–1998 osada administracyjnie należała do województwa bialskopodlaskiego.